# Chris Nicholson (Sportler)
Christopher John „Chris“ Nicholson (* 16. März 1967 in Bexleyheath) ist ein ehemaliger neuseeländischer Radrennfahrer, nationaler Meister im Radsport und Eisschnellläufer.

## Sportliche Laufbahn
Nicholson war Teilnehmer der Olympischen Sommerspiele 1992 in Barcelona. Er startete im Straßenradsport. Die neuseeländische Mannschaft mit Brian Fowler, Paul Leitch, Graeme Miller und Chris Nicholson kam im Mannschaftszeitfahren auf den 10. Platz von 30 gestarteten Teams.
1991 gewann er die nationale Meisterschaft im Straßenrennen. 1997 wurde er Meister im Einzelzeitfahren vor Gordon McCauley, 1999 dann Vize-Meister.
1992 und 1994 war er Teilnehmer der Olympischen Winterspiele. Dort startete er im Shorttrack und im Eisschnelllauf. Er war der erste neuseeländische Sportler, der in einem Jahr an Sommer- und Winterspielen teilnahm.